# Os Três Cabelos de Ouro do Diabo
Os três cabelos de ouro do diabo (em alemão: "Der Teufel mit den drei goldenen Haaren") é um conto de fadas alemão compilado pelos Irmãos Grimm, na primeira edição dos Kinder- und Hausmärchen, publicada em 1812. É o conto número 29 (KHM 29). Conta a história de um rapaz destinado a se casar com uma princesa. O rei faz de tudo para evitar que a profecia se cumpra, inclusive mandando o rapaz ao inferno para trazer "três cabelos de ouro do diabo". Enquadra-se nos Tipos  930 e 461 do Sistema Aarne-Thompson-Uther de classificação de contos folclóricos. 
A história foi traduzida primeiro para o inglês como The Giant and the Three Golden Hairs (O Gigante e os Três Cabelos de Ouro), para evitar constrangimentos, mas o Diabo na história, de fato, atua como um gigante do folclore.  Ruth Manning-Sanders o incluiu na sua obra A Book of Giants (Um Livro de Gigantes), com o título "The Three Golden Hairs of the King of the Cave Giants" ("Os Três  Cabelos de Ouro do Rei dos Gigantes da Caverna").

## História
Trata-se da história de um rapaz pobre, nascido com a placenta sobre a cabeça (a “coifa”), que está destinado a se casar com uma princesa. O rei, furioso com a profecia, convence os pais a lhe entregarem o filho, e tenta matá-lo abandonando-o numa caixa num rio profundo (como na história bíblica de Moisés), mas a caixa flutuou e o menino foi recolhido e criado por uma família de moleiros. 
Um dia o rei vai dar no moinho, descobre o menino já crescido, e o incumbe de levar uma carta à rainha onde está escrito que ele deve ser morto e sepultado. Mas o menino se perde na floresta e vai parar num covil de ladrões. Quando o rapaz está dormindo, os ladrões abrem a carta e, com pena, trocam-na por outra que manda que o rapaz se case com a princesa. 
Quando, depois de um tempo, o rei retorna ao seu castelo, constata que a profecia havia se cumprido. Então ele incumbe o rapaz de ir ao inferno e regressar com três fios de cabelo do Diabo. Para chegar ao inferno, o rapaz deveria passar por duas cidades muralhadas e atravessar um rio. As sentinelas das cidades e o barqueiro lhe propuseram três problemas a serem resolvidos. Ele prometeu resolvê-los no retorno. Chegando ao inferno, foi recebido pela avó do Diabo, que se simpatizou pelo rapaz e resolveu ajudá-lo, retirando os três fios de cabelo de seu neto e conseguindo a resposta para os três enigmas. 
Ao regressar, resolvendo os problemas do barqueiro e das sentinelas, estes lhe deram burros carregados de ouro e pedras preciosas. No caso do barqueiro, a resposta envolve entregar seu remo a outra pessoa, que dali em diante estará condenada a conduzir o barco. De volta ao palácio, foi bem recebido pela mulher e pelo ambicioso sogro, que o inquiriu sobre a origem daqueles tesouros. O rapaz informou ao rei que, para conseguir o ouro, deveria pedir ao barqueiro que o leve ao outro lado do rio. Lá chegando, o barqueiro lhe entrega o remo, e o rei malvado nunca mais consegue voltar ao castelo.